# Az ember és a csillagok
Az ember és a csillagok (Népszerű csillagászat) Gauser Károly 1963-ban megjelent csillagászati ismeretterjesztő műve, amely Sztrókay Kálmán húsz évvel korábban kiadott azonos című könyvének átdolgozása, bővítése a csillagászat két évtizedes fejlődésének figyelembe vételével. A kötet színes és fekete-fehér fényképekkel, valamint magyarázó ábrákkal gazdagon illusztrálva jelent meg 6000 példányban.
A borítón a Cygnus (Hattyú) csillagképben található Fátyol-köd részlete látható. A borítótervet és egyéb illusztrációkat ifj. Gunda Antalné grafikusművész készítette.

## A kötet tartalma
A könyv részletesen tárgyalja a csillagászati objektumokat a Naprendszer égitestjeitől a csillagok, a Tejútrendszer és más távoli galaxisok világáig. Közben sorra veszi a csillagászat történetének legjelentősebb fordulópontjait, az ezekhez köthető neves csillagászok portréinak tucatjait mellékelve.
A kötetben a világ akkori legkorszerűbb csillagászati távcsöveivel készült fotók találhatók. Például a Mount Palomar hegyi csillagvizsgáló óriástávcsövével készült színes fotók galaxisokról, csillaghalmazokról, planetáris ködökről. A Plutó felfedezéséhez vezető fotó, Galilei rajzai első távcsöves megfigyeléseiről és más nevezetes dokumentumok fényképei. Megtalálhatók továbbá a kor nagy csillagvizsgálóinak és műszereinek fényképe is.
Az olvasottak megértését számos szépen megrajzolt ábra segíti.
A könyv rendkívül olvasmányos és közérthető. Az érdeklődő olvasó akár néhány egyszerűbb csillagászati számítás megértésében is könnyedén elmélyedhet.
Sztrókay Kálmán és Gauser Károly munkája évtizedek múltán is érdekes betekintést nyújt a csillagászat világába, és tanulságos műveiken keresztül is nyomon követni a tudomány fejlődésének ütemét és lépéseit.